# Matei Socor
Matei Socor (n. 15 septembrie 1908, Iași – d. 30 mai 1980, București) a fost un compozitor proletcultist și dirijor român, membru corespondent al Academiei Române din anul 1952.

## Biografie
Matei Socor s-a născut la data de 15 septembrie 1908 în orașul Iași, ca fiu al cunoscutului ziarist Emanoil Socor (1881-1951), descendent al unei familii cu rǎdǎcini în comunitatea armeneascǎ. A urmat cursurile primare și liceale în Iași, efectuând apoi studii la Conservatorul din București (1927-1929), având ca profesori pe Gheorghe Cucu, Alfonso Castaldi și Constantin Brăiloiu. Urmează, apoi, studii de perfecționare la Conservatorul din Leipzig cu maeștri ai compoziției și dirijatului de orchestră (1930-1933).
Revenit în România, Matei Socor a lucrat ca cercetător etnolog și dialectolog al muzicii în cadrul Institutului de folclor din București. Aici a colaborat cu Constantin Brăiloiu, cu care a alcătuit o serie de culegeri de folclor.
A devenit membru al PCR în ilegalitate. După preluarea puterii de către regimul comunist, Matei Socor s-a pus în slujba noii puteri, fiind numit în funcția de președinte al Comitetului de Radiodifuziune și președinte al Uniunii Compozitorilor din RPR (1949-1954). Matei Socor a fost deputat în Marea Adunare Națională în sesiunea 1952 - 1957.,
În revista Muzica cu nr. 1, din 1950, care avea pe copertă portretul lui Stalin, Matei Socor afirma, în "Cuvânt înainte", că trebuie pornită o luptă deschisă împotriva influențelor cosmopolite ale ideologiei imperialiste și militat pentru eliminarea formalismului și cosmopolitismului în arta muzicală. Tot în revista Muzica, în 1953, cu ocazia primului Congres al Compozitorilor și Muzicologilor, Matei Socor scria că acesta trebuie pus sub semnul luptei împotriva manifestărilor formalismului, impresionismului, atonalismului, împotriva cosmopolitismului și ploconirii în fața artei decadente burgheze.
A continuat să lucreze și ca dirijor în diferite concerte simfonice din țară și din străinătate. Cu toate acestea, Matei Socor s-a remarcat în principal prin compozițiile sale muzicale, în care se remarcă polifonia și subtilitatea armoniei.
Compozițiile sale muzicale s-au inspirat din actualitatea politică a Republicii Populare Române, încadrându-se în muzica proletcultistă. Matei Socor este autorul muzicii pentru două imnuri de stat a României: Zdrobite cătușe (imn național între anii 1948 și 1953, pe versuri de Aurel Baranga) și Te slăvim, Românie! (imn național între anii 1953 și 1977, pe versuri de Eugen Frunză și Dan Deșliu).
De asemenea, în anii celui de-al Doilea Război Mondial, a compus piese de inspirație social-politică: Cum Jiul își curge necazul la vale (1942) și De-ajuns, României, calvarul (1944). După instaurarea regimului comunist în România, a realizat și alte coruri cum ar fi: Steagul Partidului, Să fii partidului oștean și alte lucrări inspirate din tematica propagandei socialiste.
Cântecele sale au însoțit cu entuzism politica construirii socialismului în România. În anul 1952, Matei Socor a fost ales ca membru corespondent al Academiei Române. De asemenea, a primit titlul de Maestru emerit al artei și laureat al Premiului de Stat.
Alte compoziții ale lui Matei Socor sunt poemul simfonic Mama (1944), pe versuri de Maria Banuș și oratoriul Stejarul din Borzești (1966), frescă eroică inspirată de versurile lui Dan Deșliu.
În domeniul muzicii de cameră, a scris mai multe compoziții pentru orchestră, dintre care menționăm următoarele:
- Sonata pentru pian (1932)
- Concertul de cameră pentru șapte instrumente (1936)
- Concertul pentru orchestră cu clarinet, corn și violoncel (1939)
- Passacaglia pentru violoncel și orchestră de cameră (1941)
- Cântarea României și Concertul pentru vioară și orchestră (1955)
- Trei salviri (1969) - sextet de suflători, o veritabilă sinteză a experienței sale

În ultimii ani, de viață a compus opera Conu Leonida față cu reacțiunea, reprezentată pe scena Operei Române din București (28 decembrie 1978). Operele sale au fost tipărite și editate pe disc. Matei Socor a încetat din viață la data de 30 mai 1980, în orașul București.
Este tatăl analistului politic Vladimir Socor.

## Premii
- Premiul de Stat al Republicii Populare Române pentru lucrările de o deosebită valoare efectuate în anul 1949 în domeniul Muzicii, clasa I-a (8 martie 1951), „pentru compozițiile muzicale: «Colo noaptea’n zare» și poemul simfonic «Mama»”[8]

## Distincții
- titlul de Maestru Emerit al Artei din Republica Populară Română (28 aprilie 1951)[9]
- Medalia „A cincea aniversare a Republicii Populare Române” (24 decembrie 1952) „pentru lupta și munca duse în vederea făuririi, consolidării și prosperării Republicii Populare Române”[10]
- Ordinul „23 August” clasa a III-a (12 august 1959) „pentru activitate rodnică în dezvoltarea științei și culturii din Republica Populară Romînă”[11]
- Medalia „40 de ani de la înființarea Partidului Comunist din Romînia” (6 mai 1961) „pentru activitate îndelungată în mișcarea muncitorească și merite în opera de construire a socialismului”[12]
- Ordinul „Tudor Vladimirescu” clasa a II-a (4 mai 1971) „cu prilejul aniversării a 50 de ani de la constituirea Partidului Comunist Român, [...] pentru activitate îndelungată în mișcarea muncitorească și merite deosebite în opera de construire a socialismului”[13]

## Aprecieri critice
„... Compozitor al timpului de azi și al celor ce vor veni; comunistul prin excelență activ în cele mai grele vremuri ale ilegalității, neobosit și curajos: omul de o cultură uimitor de vastă și de multilaterală; omul drept, dușman al compromisurilor, dușman al ipocriziei și vicleșugurilor.”—Mihai Beniuc